# Seelenschiffe
Seelenschiffe ist ein Album der deutschen Rockgruppe Karat aus dem Jahr 2015 und erschien anlässlich des 40-jährigen Bestehens der Gruppe.

## Inhalt
Seelenschiffe ist das erste Karat-Album, das nach längerer Zusammenarbeit mit Independent-Labels wie ZYX Music oder Edel wieder bei einem Major-Label (Universal) erschienen ist. Zudem stellt das Album eine Besonderheit in der Karat-Geschichte dar, da die Bandmitglieder erstmals bezüglich ihrer Autorenschaft der einzelnen Titel in den Hintergrund rückten. Viele Songs stammen aus der Feder des Produzenten Ingo Politz, erstmals arbeitete auch der Lyriker Michael Sellin für die Band. Auch auf die Arbeit mit jüngeren Musikern (etwa Constantin Krieg) wurde Wert gelegt.
Dementsprechend ist auffällig, dass sich die Musik stärker als zuvor dem Mainstream-Pop annähert. Insgesamt überwiegen ruhigere Pop-Balladen (z. B. Nach dem Sommer oder Drei Worte später). Bei dem Titel Soll ich dich befreien handelt es sich um eine Coverversion eines Titels von Gregor Meyles Debüt-Album So soll es sein aus dem Jahr 2008. Meyle tritt bei dem Titel auch als Gesangsduettpartner von Claudius Dreilich auf. Typische Elemente früherer Karat-Musik finden sich etwa in dem Song Sag seit wann, das einige deutliche Anleihen aus dem Karat-Hit Der blaue Planet nimmt. Auch der Titel Sie weiß nicht was Liebe ist, bei dem Dreilichs Gesang nur von Klavier und Streichern begleitet wird, schlägt den Bogen zu früheren Titeln der Band.
Der Titelsong Seelenschiffe sowie Soll ich dich befreien wurden zudem als Radio-Promo-Singles veröffentlicht.
Als Gastmusiker wirkten Gregor Meyle (Gesang), Uwe Hassbecker (Gitarren), Jörg Weißelberg (Gitarren), Constantin Krieg (Keyboards), Ingo Politz (Percussion) und Marcus Gorstein (Background-Gesang) mit.

## Besetzung
- Claudius Dreilich (Gesang)
- Martin Becker (Keyboards)
- Bernd Römer (Gitarre)
- Michael Schwandt (Schlagzeug)
- Christian Liebig (Bassgitarre)

## Titelliste
1. Was wär geschehen (Politz/Dreilich, Sellin) (3:09)
2. Nach dem Sommer (Krieg/Politz, Michael Bodenski) (3:24)
3. Drei Worte später (Neander/Röger, Jürgens) (3:36)
4. Sie weiß nicht was Liebe ist (Becker/Sellin) (3:04)
5. Freunde (Politz/Dreilich, Sellin) (3:55)
6. Die Erinnerung (Politz/Dreilich, Dreilich) (3:56)
7. Soll ich dich befreien (Meyle/Meyle) (3:40) (Duett mit Gregor Meyle)
8. Seelenschiffe (Krieg/Politz, Sellin) (3:57)
9. Du kannst die Welt verändern (Politz/Dreilich, Sellin) (3:47)
10. Sag seit wann (Politz/Sellin) (4:19)
11. Geschichten müssen enden (Politz/Dreilich, Sellin) (4:17)
12. Immer dann (Gorstein/Sellin) (3:44)